# Cobb Salad

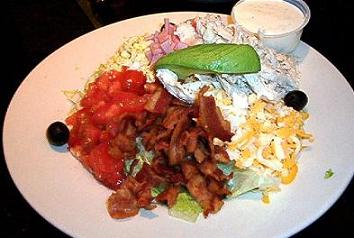
Cobb Salad

Cobb Salad ist ein klassischer gemischter Salat der US-amerikanischen Küche.
Die Erfindung dieses Gerichts wird dem Restaurant Brown Derby in Hollywood/Los Angeles zugesprochen. 1937 soll dessen Besitzer Robert H. Cobb ihn als Notlösung aus diversen Bestandteilen anderer Gerichte zusammengestellt haben.
Gemäß dem Originalrezept hat der Salat folgende Bestandteile:
- Kopfsalat, auch Brunnenkresse oder Römischer Salat
- kleine Tomatenwürfel
- ausgebratener Speck
- gebratene Hühnerbrust
- gekochte Hühnereier
- Avocadowürfel oder Avocadoscheiben
- Roquefort oder anderen Blauschimmelkäse
- rohe Lauchringe von Frühlingszwiebeln

Daneben wird er häufig mit Schwarzen Oliven, Gemüsepaprika oder Artischockenherzen ergänzt.
Dazu wird ein Cobb Salad Dressing serviert, bei dem es sich um eine stark gewürzte Vinaigrette handelt.